# Cornelis Schepel
Cornelis Jan Herman Schepel (Winsum, 5 januari 1871 - Den Haag, 3 oktober 1936) was een Nederlands jurist en raadsheer in de Hoge Raad der Nederlanden.
Schepel werd geboren te Winsum als zoon van burgemeester Jan Schepel, telg uit het geslacht Schepel en later een liberaal Tweede Kamerlid zou worden, en diens vrouw Anna de Cock. Hij studeerde rechten aan de Rijksuniversiteit Groningen van 1890 tot 1895, waar hij op 20 december 1895 promoveerde in de staatswetenschappen op Wegenrecht in Nederland. Na zijn promotie werd hij adjunct-commies bij de provinciale griffie van Groningen. In 1898 werd hij commies bij de griffie van de Tweede Kamer. In 1906 werd hij rechter bij de Rechtbank Utrecht en vijf jaar later vicepresident van diezelfde rechtbank. In 1914 werd hij benoemd tot president van het Hoog Militair Gerechtshof.
Op 3 oktober 1921 werd Schepel aanbevolen voor benoeming tot raadsheer in de Hoge Raad, als opvolger van Bernard Loder die was benoemd tot president van het Permanent Hof van Internationale Justitie. De Tweede Kamer nam de voordracht ongewijzigd over en de benoeming volgde op 1 november 1921. Schepel bleef raadsheer tot zijn overlijden op 3 oktober 1936.